# Galanthus nivalis
A fura-neve (Galanthus nivalis) é a mais conhecida e mais difundida das vinte espécies de gênero Galanthus. As fura-neves estão entre os primeiros bulbos a florescer na primavera e podem formar tapetes brancos impressionantes em áreas onde são nativos ou foram naturalizados. Não devem ser confundidos com as plantas dos gêneros Leucojum e Acis.

## Nomenclatura
O nome genérico Galanthus, do grego gala (leite) e anthos (flor), foi dado ao gênero por Carl Linnaeus em 1735. Ele descreveu Galanthus nivalis em seu Species Plantarum publicada em 1753. O epíteto nivalis significa "da neve", referindo-se à flor semelhante à neve ou ao início da floração da planta.

## Distribuição ehabitat

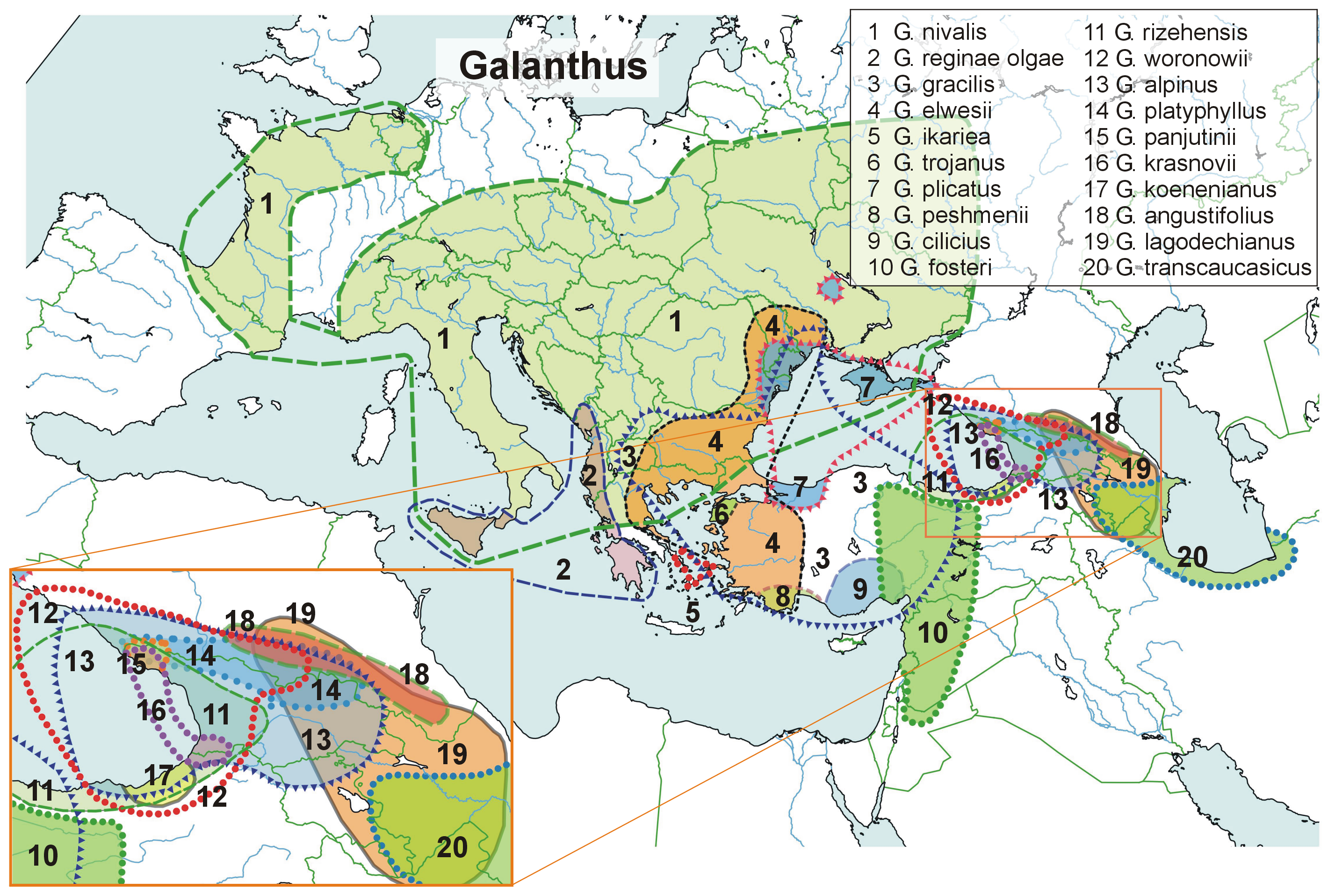
Mapa de distribuição das espécies de Galanthus na Europa e Ásia Ocidental. (Uma tentativa de representação de acordo com o local natural indicado nas respectivas páginas da Wikipedia (en, de, ru, fr)

A fura-neve é amplamente cultivada em jardins, principalmente no norte da Europa, e é amplamente naturalizada em florestas nas regiões onde é cultivada. É, no entanto, nativa de uma grande área da Europa, desde a Espanha, no oeste, até a Ucrânia. É nativo da Albânia, Armênia, Áustria, Bósnia e Herzegovina, Bulgária, Croácia, República Tcheca, França, Geórgia, Alemanha, Grécia, Hungria, Itália, Polônia, Macedônia, Moldávia, Montenegro, Romênia, Sérvia, Eslováquia, Eslovênia, Espanha, Suíça, Turquia e Ucrânia. É considerado naturalizado na Grã-Bretanha, Bélgica, Holanda, Noruega, Suécia e partes da América do Norte (Terra Nova e Labrador, Novo Brunswick, Ontário, Massachusetts, Alabama, Rhode Island, Connecticut, Delaware, Indiana, Washington, Nova York, Michigan, Utah, Nova Jersey, Ohio, Pensilvânia, Maryland, Virgínia e Carolina do Norte).
Embora muitas vezes considerada uma flor selvagem nativa britânica, ou ter sido trazida para as Ilhas Britânicas pelos romanos, agora acredita-se que provavelmente foi introduzida muito mais tarde, talvez por volta do início do século XVI.

## Descrição

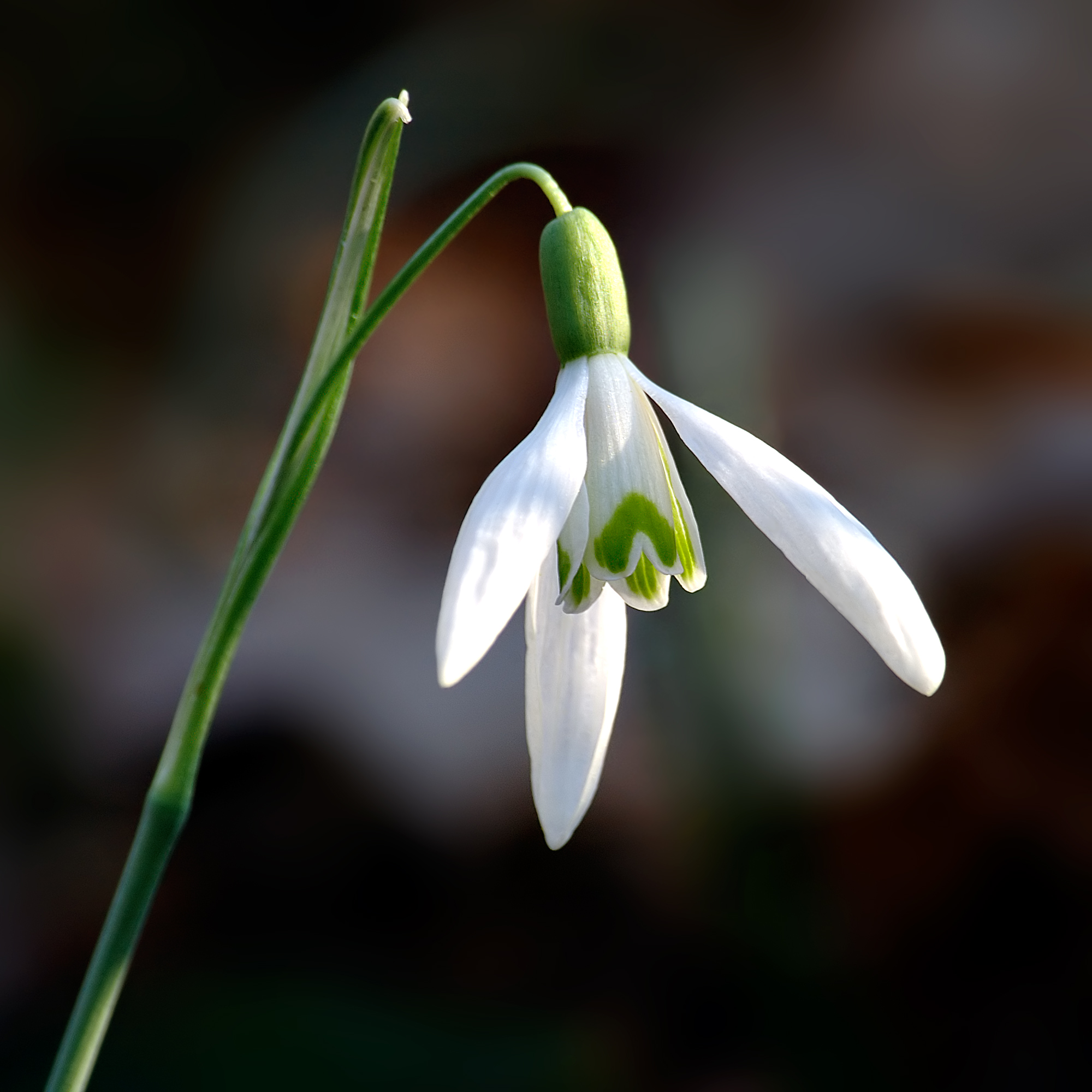
Fura-neve

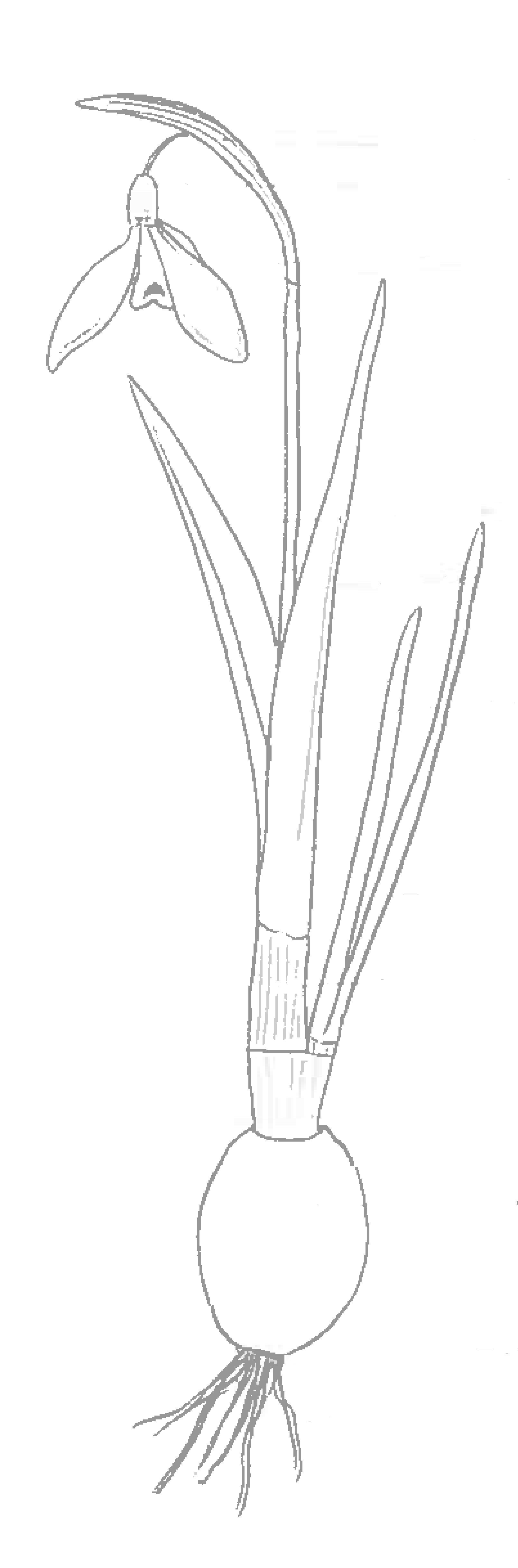

cresce para cerca de 7-15 cm de altura, florescendo entre janeiro e abril na zona temperada do norte (janeiro-maio na natureza). São plantas herbáceas perenes que crescem a partir de bulbos. Cada bulbo geralmente produz duas folhas lineares, ou muito estreitamente lanceoladas, verde-acinzentadas e um escapo ereto e sem folhas (caule florido), que carrega no topo um par de válvulas de espátula semelhantes a brácteas unidas por uma membrana semelhante a papel. Entre elas emerge uma flor branca solitária, pendente, em forma de sino, sustentada por um pedicelo delgado.
A flor consiste em seis tépalas, também conhecidas como segmentos. Os três externos são maiores e mais convexos do que os internos. Os segmentos internos das flores são geralmente marcados em sua superfície externa com uma marca verde ou amarelo-esverdeada em forma de V ou U (às vezes descrita como "em forma de ponte") sobre o pequeno seio (entalhe) na ponta de cada tépala. A superfície interna tem uma marca verde fraca cobrindo toda ou a maior parte dela. Ocasionalmente, plantas são encontradas com manchas verdes na superfície externa das tépalas externas.
As seis anteras longas e pontiagudas abrem-se por poros ou fendas curtas. O ovário é tricelular, amadurecendo em uma cápsula tricelular. Cada semente esbranquiçada possui uma cauda pequena e carnuda (a elaiossoma) contendo substâncias atrativas para as formigas que distribuem as sementes. As folhas morrem algumas semanas depois que as flores murcham.
G. nivalis é uma planta de polinização cruzada, mas às vezes ocorre autopolinização. É polinizada por abelhas.

## Cultivo e propagação
Veja Galanthus §Propagação.

## Substâncias ativas
As fura-neves contém uma substância ativa chamada galantamina (ou galantamina) que pode ser útil no tratamento da doença de Alzheimer, embora não seja uma cura.
As fura-neves também contém uma lectina ou aglutinina ativa chamada GNA para Galanthus nivalis agglutinin. As batatas foram geneticamente modificadas com o gene GNA. Em 1998, Árpád Pusztai disse em uma entrevista no programa World in Action que seu grupo havia observado danos nos intestinos e no sistema imunológico de ratos alimentados com batatas geneticamente modificadas. Ele também disse "Se eu pudesse escolher, certamente não comeria", e que "acho muito injusto usar nossos concidadãos como cobaias ". Essas observações foram criticadas pela comunidade científica e deram início ao chamado caso Pusztai. Uma revisão subsequente do trabalho de Pusztai pela Royal Society mostrou que os experimentos de Pusztai foram mal projetados e usaram análises estatísticas incorretas.

## Cultivares
Galanthus nivalis ganhou o Prêmio de Mérito de Jardim da Royal Horticultural Society.
O snowdrop duplo comum, Galanthus nivalis f. pleniflorus 'Flore Pleno', apareceu em 1703, quando foi ilustrado no Livro da Duquesa de Beaufort. Ele se espalhou (e se espalhou) rapidamente pelo norte da Europa (por meios vegetativos, pois não produz sementes). Com 3 a 5 segmentos externos e 12 a 21 segmentos internos, que geralmente são deformados, as flores podem ser menos atraentes aos olhos do purista do que cultivares de flor única ou duplas mais organizadas, mas são de bom valor no jardim como os bulbos espalha-se rapidamente e as flores grandes aparecem bem.
Existem inúmeras cultivares nomeadas de G. nivalis, simples, semi-duplas, duplas e "poculiformes" (que significa taça ou taça, refere-se a flores com segmentos internos quase da mesma forma e comprimento dos externos). Além dessas características, eles diferem principalmente no tamanho e marcas da flor e no período de floração; outras características são menos óbvias para o olho destreinado e interessam principalmente aos " galantófilos ".

### Algumas cultivares de flor única[2]
- Galanthus nivalis 'Anglesey Abbey' — folhas verdes (em vez do habitual verde-acinzentado) e vigorosas, com algumas flores poculiformes, outras semi-poculiformes e outras normais. Esta cultivar (descoberta em Anglesey Abbey, Lode, Cambridgeshire, Reino Unido, fonte de várias boas cultivares) foi inicialmente identificada como pertencente a G.lagodechianus, uma espécie de folhas verdes raramente cultivada, ou um híbrido entre ela e G. nivalis, mas agora demonstrou ser uma variante incomum de G. nivalis

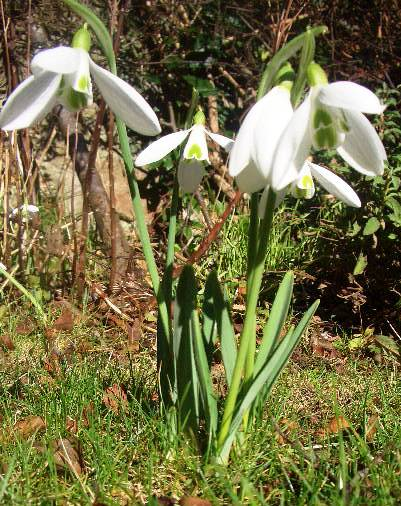
Galanthus nivalis 'Atkinsii', 18 cm de altura

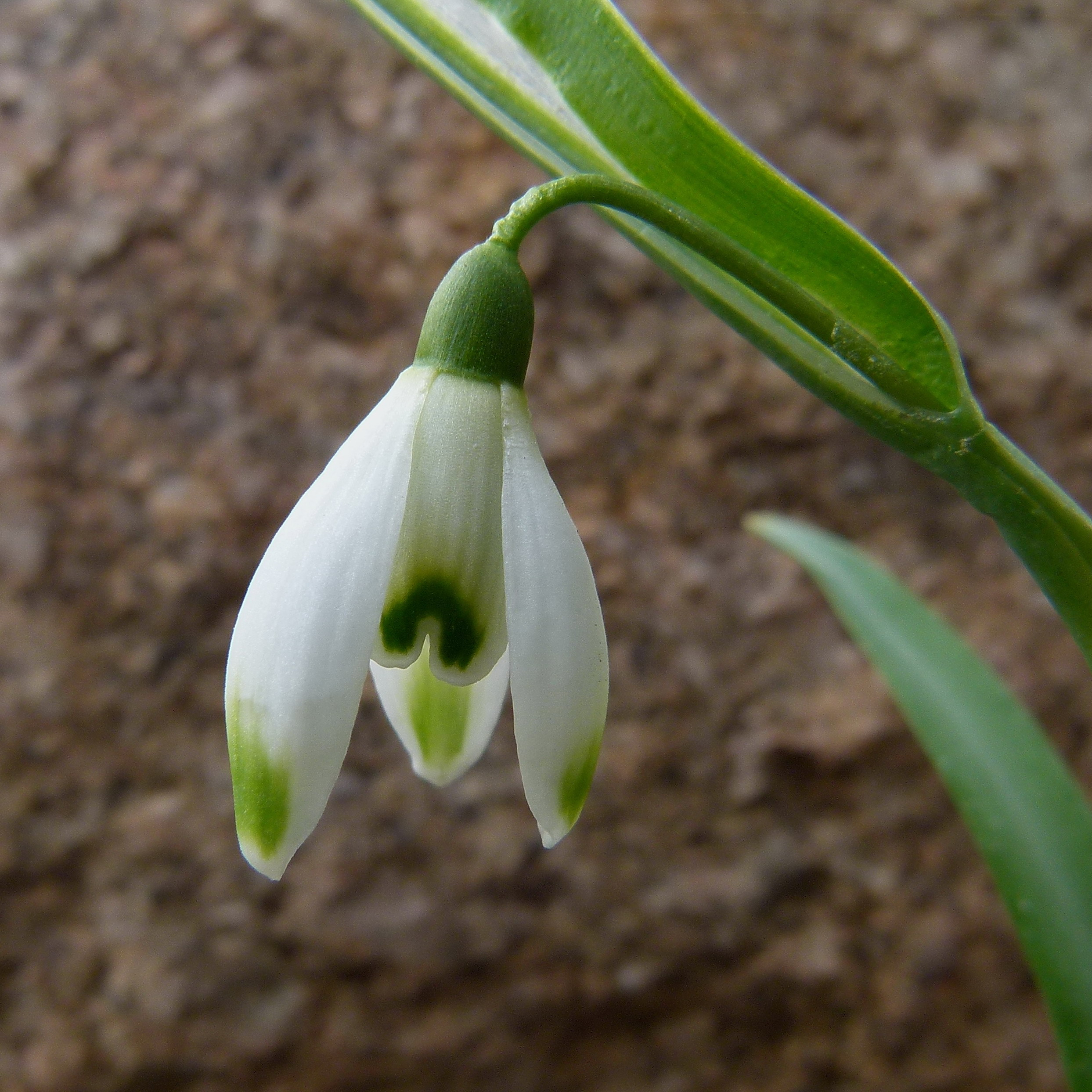
Galanthus nivalis 'Viridapice'

- G. nivalis 'Atkinsii' — Allen relatou ao RHS 1891 Snowdrop Meeting: isso é " incomparável em tamanho, forma, qualidade e liberdade de crescimento. " "James Atkins de Painswick recebeu de um amigo, presumivelmente na década de 1860… Ele deu este snowdrop para Canon Ellacombe" de Bitton, que o distribuiu amplamente.[10]
- G. nivalis 'Blonde Inge' — a marca nos segmentos internos é amarela, às vezes bastante bronzeada ou com aparência "manchada", embora o ovário seja verde (ao contrário da maioria dos snowdrops "amarelos"). Descoberto perto de Colônia, Alemanha, em 1977
- G. nivalis Grupo Poculiformis — os segmentos internos têm quase o mesmo comprimento e formato dos externos, geralmente não marcados e sem " sinus " (entalhe); inclui cultivares como 'Sandhill Gate'
- G. nivalis Grupo Sandersii — ovário e marcas nos segmentos internos são amarelos em vez de verdes; folhas e hastes de flores também podem ser ligeiramente amareladas; inclui as plantas conhecidas como 'Flavescens', 'Lutescens' e 'Sandersii', e cultivares mais recentes, como 'Ray Cobb' e 'Savill Gold'. 'Sandersii' foi o primeiro a ser nomeado (como G. nivalis var. sandersii) em 1877; foi encontrado perto de Belford, Northumberland ; 'Flavescens', um clone mais alto e fino, foi encontrado em um jardim de casa em Whittingham, Northumberland em 1889 (e nomeado G. flavescens). Snowdrops de flores amarelas são relativamente frequentes nas florestas de Northumberland, mas parecem estar diminuindo, talvez devido à coleta ilegal. Eles tendem a ser menos vigorosos que o G. nivalis normal e podem ser difíceis de crescer
- G. nivalis Grupo Scharlockii — "botas de neve de orelhas de burro" têm uma espátula alongada e folhosa que é dividida no centro, lembrando orelhas eretas. O grupo é muito variável em altura. O 'Scharlockii' original foi encontrado no vale de Nahe, Alemanha, e nomeado em 1868; tem marcações verdes em seus segmentos externos. Mudas foram levantadas a partir dele que têm a espátula dividida, mas sem marcas externas verdes, ou que têm as marcas, mas uma espátula normal. Mudas com flores duplas também surgiram
- G. nivalis 'Gnomo da Branca de Neve' — com menos de 5 cm de altura em flor, esta é possivelmente a menor cultivar snowdrop do mundo. Encontrada na República Tcheca em 1990, tem espatas relativamente longas e eretas, com cerca de metade da altura de todo o broto de floração. As flores são albinas (sem marcações), ou quase, com apenas dois minúsculos pontos por segmento interno
- G. nivalis 'Viridapice' — variável em tamanho e vigor (algumas plantas maiores demonstraram ser triplóides), as flores têm segmentos externos com pontas verdes; a espata pode ser normal ou alongada e inflada ou folhosa; encontrado no norte da Holanda por JMC Hoog da famosa empresa holandesa de lâmpadas; pintado por EA Bowles em 1916
- G. nivalis 'Virescens' — "o floco de neve verde original" (que data de com grandes áreas de verde pálido cobrindo cerca de dois terços dos segmentos externos (mais próximo do ovário, não se estendendo até as pontas). Flores estreitas, com segmentos externos bastante achatados, alargando-se para fora nas pontas. Floração tardia, muitas vezes em abril
- G. nivalis 'Warei' — um triplóide muito robusto, com segmentos externos de ponta verde, semelhante a 'Viridapice' mas maior, com enormes espatas folhosas até 11 cm de comprimento. Originado em 1886 entre alguns bulbos de G. nivalis 'Scharlockii'

### Algumas cultivares de flor dupla[2]

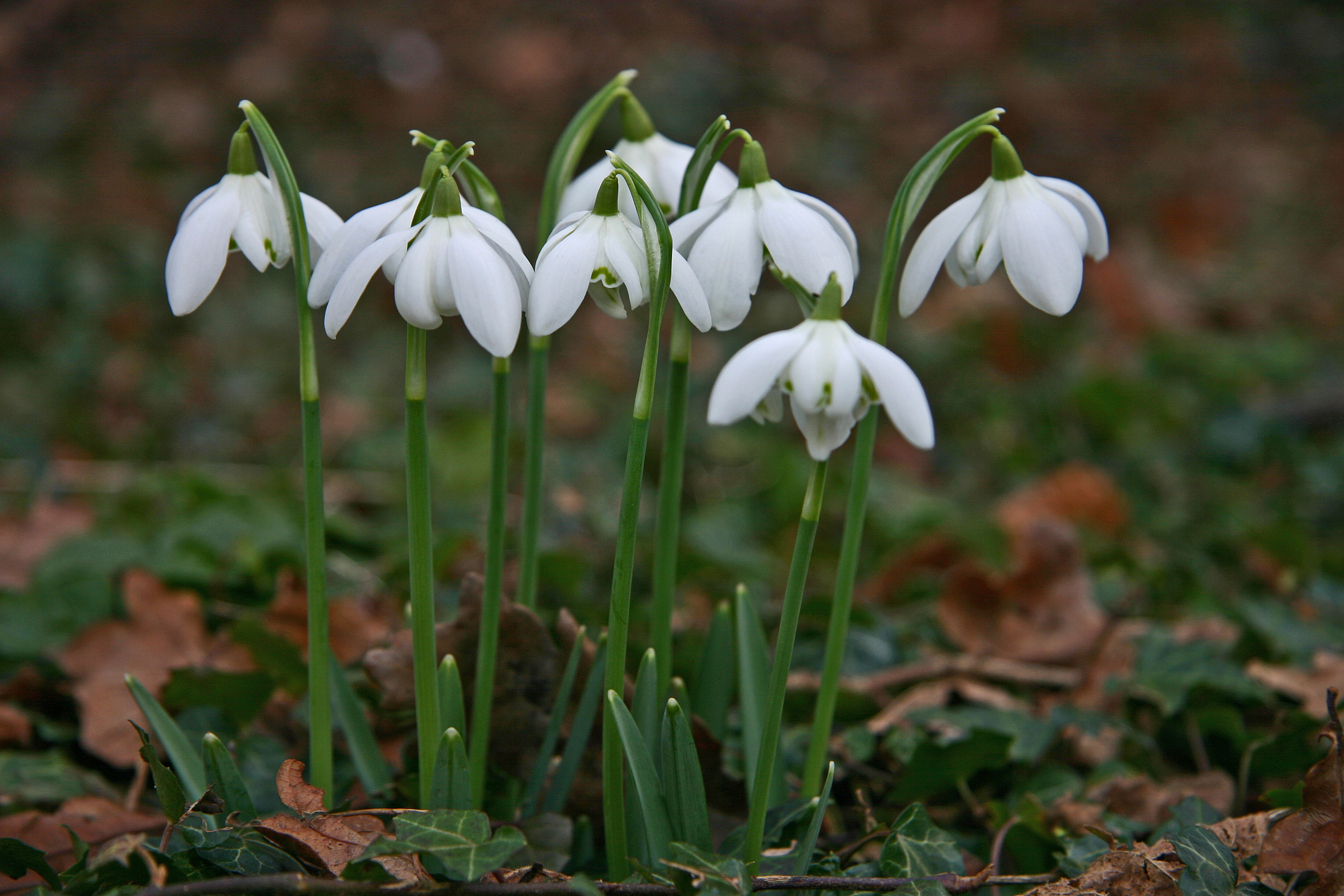
Um snowdrop duplo, Galanthus nivalis f. pleniflorus 'Flore Pleno'

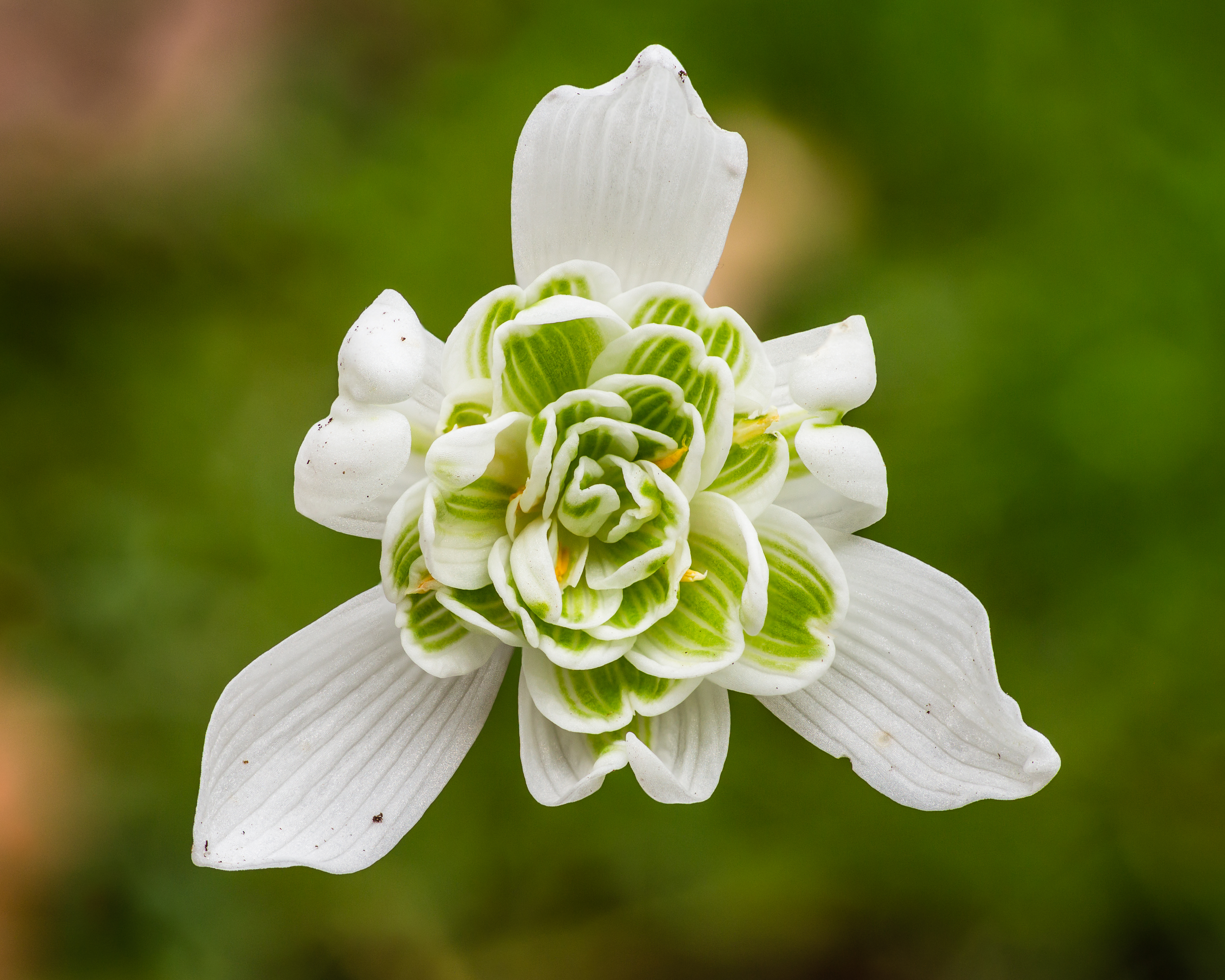
Snowdrop de flor dupla.

* G. nivalis f. pleniflorus 'Blewbury Tart' — flores curiosas, desordenadas, viradas para cima ou para fora com manchas verde-escuras no centro; encontrado em Blewbury, Reino Unido, em 1975
- G. nivalis f. pleniflorus 'Doncaster's Double Scharlock' — um duplo solto, com três a seis exteriores, fortemente pontilhado de verde e uma espátula longa e vertical (cujas partes às vezes se cruzam); recebeu o nome da plantadora Amy Doncaster, que o cultivou como 'Scharlockii Flore Pleno', pensando que deve ser o mesmo que o duplo criado a partir da semente de 'Scharlockii' pelo viveirista James Allen no início do século 20, mas um desenho contemporâneo do original planta mostra que foi menos marcante do que este
- G. nivalis f. pleniflorus 'Flore Pleno' — o floco de neve duplo mais comum, com três a cinco segmentos externos não marcados em torno de rosetas de numerosos segmentos internos marcados em verde, geralmente de comprimento desigual, dando uma aparência bastante desarrumada
- G. nivalis f. pleniflorus 'Lady Elphinstone' — uma versão de 'Flore Pleno' com coloração amarela dentro das flores em vez de verde; pode reverter para o normal 'Flore Pleno' ou variar de ano para ano; encontrado em Cheshire, Reino Unido, no final do século XIX
- G. nivalis f. pleniflorus 'Walrus' — um duplo curioso, seus exteriores se assemelham a "presas" estreitas, tubulares e esverdeadas de até 2,5 cm de comprimento, os internos geralmente formam uma roseta bem espalhada; a longa espata folhosa pode às vezes se dividir, como em 'Scharlockii'; selecionado em Maidwell, Northamptonshire na década de 1960
- "Duplos pontiagudos" — ocasionalmente encontrados entre G. nivalis "selvagens" normais são bulbos que produzem tufos voltados para cima de segmentos estreitos semelhantes a penas, parecendo uma peteca branca, esbranquiçada e esverdeada ou pincel de barbear. 'Boyd's Double', o primeiro deles a ser documentado (encontrado antes de 1905), ainda é o verde mais escuro; outros incluem 'Cockatoo', 'Ermine Spiky' e 'Irish Green'

## Jardins Snowdrop
No Reino Unido e na Irlanda, muitos jardins abrem especialmente em fevereiro para os visitantes admirarem as flores. Essas exibições podem atrair um grande número de turistas. Alguns apresentam exibições extensas de G. nivalis naturalizado; outros têm coleções mais especializadas de muitas espécies, formas e cultivares.

## Uso no combate a Doença de Alzheimer - galantamina
A galantamina (GAL) é um composto obtido a partir dos bulbos e das flores da Galanthus nivalis, e esse composto é o principal representante da classe química dos alcalóides isoquinolínicos, denominados alcalóides de Amaryllidaceae (AA). Os alcalóides são metabólitos secundários utilizados pelas plantas para a proteção contra o herbivorismos, e a galantamina é o alcalóide que confere essa proteção às plantas das Amaryllidaceae. Esse metabólito, por sua vez, é obtido principalmente de fontes botânicas que ocorrem ou são cultivadas em regiões temperadas. A seguir será tratado alguns detalhes sobre a biossíntese deste composto, seu uso medicinal e o mecanismo de ação que confere a ele a capacidade de ser um fitoterápico.

### Biossíntese
Todos os alcalóides da família Amaryllidaceae são derivados dos aminoácidos aromáticos fenilalanina e tirosina, que produzem como precursor da via comum o 4′-O-metilnorbeladina. Os precursores dos alcaloides Amaryllidaceae são tirosina, fenilalanina, tiramina, ácido trans-cinâmico, norbeladina e 4-O-metilnorbeladina e a adição de um precursor pode desencadear maiores rendimentos de alcalóides. Neste caso, o acoplamento fenol oxidativo de 4'-O-metilnorbeladina pode ocorrer nas posições orto-para ', para-orto' e para-para '. A Gal é formada pelo acoplamento oxidativo para-orto' fenol da 4'-O-metilnorbeladina.
Com relação ao uso de precursores no estimulo da síntese de Gal vale destacar que, entre os primeiros passos na biossíntese de alcalóides de Amaryllidaceae, compreendem a conversão enzimática de fenilalanina em ácido cinâmico pela enzima fenilalanina amônia liase e a descarboxilação da tirosina por tirosina descarboxilase para produzir tiramina. A degradação do ácido cinâmico produz o aldeído protocatecuico e sua junção com a tiramina leva à norbeladina, que é então seletivamente O-metilada pela enzima norbeladina 4'-O-metiltransferase (N4OMT), sendo a Gal formada pelo acoplamento oxidativo para-orto-fenol da O-metilnorbeladina.
Como foi visto, a O-metilnorbeladina é derivada de precursores de aminoácidos e o acoplamento oxidativo para-orto-fenol, assim como, a N-metilação de norbelladina é parte limitante para a conversão desse composto em Gal.
Agora, como citado anteriormente, esse composto tem uso medicinal destacado no combate ao Alzheimer e isso vai ser detalhado a seguir.

### Uso medicinal
Esse metabólito é extraído da espécie Galanthus nivalis para ser utilizado na produção de fármacos que agem no combate à doença de Alzheimer. Ele possui essa função por ser um inibidor reversível da acetilcolinesterase (AChE) e modulador alostérico do receptor nicotínico.
A doença de Alzheimer está associada à uma queda nos níveis de neurotransmissores cerebrais, dentre eles a acetilcolina. Por isso, é recomendado o tratamento com a galantamina, que inibe a AChE aumentando a disponibilidade deste neurotransmissor nas fendas sinápticas. Os benefícios relacionados ao uso deste fármaco pelos indivíduos afetados compreende o retardo do progresso da doença, apresentando benefícios cognitivos e comportamentais nos pacientes. A seguir, será detalhado o mecanismo de ação citado aqui.
         É importante ressaltar que a síntese orgânica de Gal mostrou-se inviável, o que culminou na obtenção deste composto a partir de populações nativas dessas plantas. Assim, ocorre a coleta indiscriminada de várias espécies. Como consequência disso o risco de ameaça de extinção de várias espécies de Amaryllidaceae tornou-se uma realidade, dentre elas está a Galanthus nivallis.

### Mecanismo de ação
O mecanismo de ação da Gal é por meio da inibição reversível da AChE e modulação alostérica dos receptores nAChRs. Mas, além da ação colinérgica, a Gal possui atividade antioxidante, neuroprotetora e antiapoptótica.
Os inibidores da acetilcolinesterase (AChE) (tacrina, rivastigmina, donepezil e galantamina) inibem as enzimas que destroem a acetilcolina (ACh) (enzimas acetilcolinesterase e butirilcolinesterase), alterando assim, a função colinérgica central aumentando a capacidade da acetilcolina de induzir os receptores nicotínicos e muscarínicos cerebrais, estes são os principais receptores sensíveis a ACh. (GROSSBERG, 2003).
A ACh é um dos principais compostos responsáveis pela condução dos impulsos elétricos por células nervosas propagadas para outras células nervosas ou para músculos voluntários e involuntários. Esta é armazenada em vesículas, que são terminais nervosos. A partir das terminações nervosas o conteúdo dessas vesículas é liberado, isso ocorre quando o terminal do nervo é despolarizado e a ACh liberada entra na sinapse e se liga ao receptor. Portanto, a inibição da AChE tem como resultado a ampliação da existência e atividade da ACh. (SILMAN; SUSSMAN, 2005).
Os pacientes diagnosticados com a D.A. possuem um déficit de ACh, característica neuroquímica desses pacientes. O tratamento com inibidores da AChE retardam a hidrólise catabólica da ACh, compensando essa deficiência em particular nos terminais sinápticos. (LANARI et al., 2006).
A galantamina (Razadyne) é um anticolinesterásico que possui um duplo mecanismo de ação, inibindo a AChE e modulando alostericamente os receptores nicotínicos. Os receptores nicotínicos estão presentes no sistema nervoso central (SNC) e nas extremidades das placas motoras, que representam as sinapses entre nervos e músculo esquelético. No SNC, a ACh estimulada nos receptores nicotínicos está associada a processos cognitivos e memória. E nos músculos esqueléticos a ACh provoca contração. A interação da galantamina com os tipos de receptores nicotínicos melhorou a função cognitiva e a memória. Porém, também apresentou efeitos adversos, como náusea, vômito, perda de apetite e aumento na frequência dos movimentos peristálticos intestinais. (ALZHEIMER’S ASSOCIATION, 2015).
A galantamina também é metabolizada pela via do citocromo P-450, podendo levar a uma interação medicamentosa. Uma única dosagem flexível de 16 ou 24 mg ao dia demostrou segurança e eficácia no tratamento da D. A. leve a moderada. Esta dosagem está associada a menor incidência de vômitos e náuseas. (BRODATY, et al. 2005).

### Medicamento
No Brasil, a Gal é comercializada na forma de sal de bromidrato de galantamina (nomenclatura genérica), Coglive (similar) e Reminyl (referência). As apresentações disponíveis são em cápsulas de 8 mg, 16 mg e 24 mg. Conforme a Nota Técnica N°466/2014 publicada pelo Ministério da Saúde a Galantamina é aprovada clinicamente pela Agência Nacional de Vigilância Sanitária (ANVISA) para os seguintes tratamentos: os sintomático da demência do tipo Alzheimer de intensidade leve a moderada e os sintomático da demência de Alzheimer de intensidade leve a moderada com doença vascular cerebral relevante.  O uso deve ser acompanhado por um médico especialista.